# Jordbävningen i Arakan 1762
Jordbävningen i Arakan 1762 inträffade omkring kl. 17.00 lokal tid den 2 april, med ett epicentrum någonstans längs kusten mellan Chittagong i Bangladesh och Arakan i dagens Myanmar. Jordbävningen varade i omkring fyra minuter i Chittagong. Den hade en uppskattad magnitut på 8,8 på momentmagnitudskalan och fick klassningen XI (Extrem) på Mercalliskalan. Jordbävningen ledde till en lokal tsunami och minst 200 personer miste livet.

## Tsunamin
Uppgifter om en lokal tsunami kom från den nordöstra kusten av Bengaliska viken och i Dhaka och Kolkata